# Kriofor
V starogrškem kultu je kriofor (grško κριοφόρος) ali criophorus, "nosač ovna", figura, ki spominja na slovesno žrtvovanje ovna. Postal je vzdevek Hermesa: Hermes Kriophoros.

## Mit
V beockem mestu Tanagra Pavzanij pripoveduje lokalni mit, ki je pripisoval bogu, da je rešil mesto v času kuge, tako da je nosil ovna na ramenih, ko je obkrožil mestno obzidje:
 Obstajajo svetišča Hermesa Kriofora in Hermesa, imenovanega Promahos.  Prejšnji priimek pojasnjujeta z zgodbo, da je Hermes preprečil kugo iz mesta tako, da je nosil ovna okoli obzidja; v spomin na to je kipar Calamis naredil podobo Hermesa, ki nosi ovna na ramenih. Kdor izmed mladostnikov je ocenjen za najlepšega, na Hermesovem prazniku hodi po obzidju z jagnjetom na ramenih.
Mit morda zagotavlja etiološko razlago kultne prakse, ki se izvaja, da bi preprečili miazmo, ritualno onesnaženje, ki je prineslo bolezen, dejanje pomiritve, katerega starodavni izvor se je izgubil, a je okostenel v tem ikoničnem motivu. Na rimskih kovancih mesta je mogoče zaznati odseve Calamisovega izgubljenega Hermesa Kriofora.
V Meseniji, v svetem gaju Karnasus, je Pavzanij opazil, da imata Apolon Karneios in Hermes Kriofor skupen kult, da so se nosilci ovnov (kriophoroi) pridružili moškim iniciacijskim obredom.
Pavzanijev opis Kriofora, ki ga je v Olimpiji posvetil kipar Onatas, je primerjal José Dörig z ohranjenim bronastim kipcem, visokim 8,6 cm, v Cabinet des Médailles v Parizu kot osnovo za rekonstrukcijo strogega klasičnega sloga kiparja.
Niso vse starogrške skulpture darovalcev z daritvijo na ramenih nosile mlade ovne. Marmorni Moscophoros ("Nosilec teleta") skoraj v naravni velikosti iz približno 570 pr. n. št., ki so ga našli na Atenski akropoli leta 1864, ima napis Rhombos, očitno darovalca, ki je na ta način obeležil spomin na njegovo žrtvovanje. Žrtvena žival v primeru je mlad bik, vendar je ikonična poza z mlado živaljo čez ramena žrtvovalca, zavarovana s sprednjimi in zadnjimi nogami, ki so trdno v oprijemu žrtvovalca, enaka številnim krioforjem. To je najbolj znana skulptura Krioforja in je razstavljena v muzeju Akropole.
Lewis R. Farnell je postavil tega Hermesa Krioforja predvsem v Arkadijo:
 Ker je bila Arkadija že od nekdaj velik pašnik Grčije, je bil verjetno najbolj primitiven lik, v katerem se je Hermes pojavil in ki ga ni nikoli zapustil, pastoralni. On je gospodar čred, epimélios  in kriofor, ki jih vodi k sladkim vodam, in nosi utrujenega ovna ali jagnjeta na ramenih in jim pomaga s pastirskim lokom, kerykeion.
Krioforova figura pastirja, ki nosi jagnje, preprosto kot pastoralna vinjeta, je postala običajna figura v serijah, ki označujejo mesece ali letne čase, značilno marec ali april.

## KrioforoiinDobri pastir
Samostoječe rimske skulpture iz 4. stoletja našega štetja in celo iz 3. stoletja so včasih označene kot Kristus, dobri pastir, kar ponazarja perikopo v Janezovem evangeliju in tudi krščansko literarno delo iz drugega stoletja, Pastir Hermes. V dvodimenzionalni umetnosti se je Hermes Kriofor spremenil v Kristusa, ki nosi jagnje in hodi med svojimi ovcami: »Tako najdemo filozofe, ki držijo zvitke ali Hermesa Kriofora, ki ga je mogoče spremeniti v Kristusa, ki daje zakon (Traditio Legis) in dobrega pastirja« (Peter in Linda Murray, The Oxford Companion to Classical Art and Architecture, str. 475.). Dobri pastir je pogost motiv iz rimskih katakomb (Gardner, 10, slika 54) in v reliefih sarkofagov, kjer sta krščanska in poganska simbolika pogosto združena, kar otežuje varno identifikacijo. Tema se pojavlja v stenskih slikah krstilnice cerkve Dura-Europos, hišne cerkve v Dura-Europos pred letom 256 n. št. in bolj znana v krščanskih mozaikih iz 6. stoletja, na primer v mavzoleju Gale Placidije v [[Ravena|Raveni, v Vatikanskih muzejih pa je znamenita samostoječa skulptura, ki naj bi bila iz približno leta 300 in narejena za kristjana.
Ni vsak Kriofor, tudi v krščanskih časih, Kristus, dobri pastir: pastir Kriofor, ki je s svojo čredo bežal pred volkovi, je bil, ko se je pojavil, razlagal kot čisto pastoralno figuro in ne kot Kristusa, dobrega pastirja, kot je v prefinjenih talnih mozaikih stebrišča iz poznega 4. in začetka 5. stoletja okrog dvorišča v Veliki palači v Carigradu. Kljub temu je bil »pastir slika, ki jo je najpogosteje najdemo v [krščanskih] bogoslužnih objektih pred Konstantinom«, kot najpogostejša simbolna upodobitev Jezusa, uporabljena med preganjanjem kristjanov pod Rimskim cesarstvom, ko je bila zgodnja krščanska umetnost nujno prikrita in dvoumna. Do 5. stoletja sorazmerno malo upodobitev ne pušča dvoma o identiteti pastirja, kot v Raveni.

## Opomba
1. ↑  Promachos, "first in battle, champion"; compare Athena Promachos.
2. ↑  This epithet belonged to Apollo at Camirus.